# Вхідні
Вхідні́ (рос. Входные) — група невеликих островів у затоці Петра Великого Японського моря. Знаходиться за 120 м на північний схід від мису Вхідного при вході до бухти Астаф'єва. Адміністративно належить до Хасанського району Приморського краю Росії.

## Географія
Острови скелясті, простяглись з північного заходу на південний схід на 550 м. являють собою скупчення скелястих островів, що простяглись вузькою смугою від материка вглиб моря. Перший острів, — найбільший, за яким тягнуться дрібніші. Всі острови скелясті, мають стрімкі високі береги, які лише місцями чергуються з пологими низькими гальковими пляжами. Поверхні островів вкриті травою, місцями чагарниками.